# Mariana Drăgescu
Marie Ana Aurelia (Mariana) Drăgescu (n. 7 septembrie 1912, Craiova – d. 24 martie 2013, București) a fost una din aviatoarele Escadrilei Albe, calitate în care a evacuat pe calea aerului răniți de pe Frontul de Răsărit în perioada 1941-1943.
A făcut războiul din prima și până în ultima zi, fiind singura aviatoare care a luptat atât împotriva URSS, cât și împotriva Germaniei naziste. În timpul războiului escadrila a transportat peste 1500 de răniți.

## Aviatoare în „Escadrila Albă”
Fiică a unui ofițer și a unei profesoare de muzică, a urmat liceul la Lugoj. S-a înscris la Facultatea de Educație Fizică, dar a trebuit să se retragă în scurt timp deoarece familia nu-i putea asigura fondurile necesare. Pasionată de sport (schi, natație, canotaj, alpinism, în 1935 a absolvit cursurile școlii de echitație din București. Tot în 1935 a absolvit și Școala de Pilotaj „Mircea Cantacuzino” din Băneasa unde a fost instruită de căpitanul Constantin Abeles, obținând brevetul feminin de pilot 94/1935, acesta fiind cel de-al șaptelea brevet feminin în aviația din România. Lucrează până în 1938 la Aeroclubul Regal, unde a avut ocazia de a cunoaște mai mulți piloți francezi care participaseră la Primul Război Mondial, între care colonelul Brocard, comandantul escadrilei Cygognes, René Fonck și, în 1936, pe Antoine de Saint-Exupéry. În 1938 participă, alături de alte cinci aviatoare (Marina Știrbey, Nadia Russo, Virginia Thomas, Virginia Duțescu și Irina Burnaia) la manevrele militare ce au avut loc la Galați. În 1939, Marina Știrbey a depus un memoriu la Ministerul Aerului prin care solicita înființarea unei escadrile sanitare pentru transportul răniților, cu avioane pilotate de femei. Escadrila, cu numele de Escadrila Sanitară, a fost înființată la 25 iunie 1940 și din ea făceau parte Nadia Russo, Mariana Drăgescu și Virginia Thomas, iar în curând și Virginia Duțescu. Porecla de „Escadrila Albă”, sub care era cunoscută, a fost dată de ziaristul italian Curzio Malaparte, și venea de la faptul că era dotată cu avioane de tip RWD-13, de fabricație poloneză, vopsite inițial în alb, cu crucea roșie aplicată pe fuselaj și pe aripi. Mariana Drăgescu a fost încadrată, ca și celelalte trei aviatoare, ca pilot stagiar bugetar și primea soldă și prime de zbor echivalente gradului de sublocotenent aviator.
În 1938 își cumpără un avion personal de tip Messerschmitt Me 35B, înmatriculat YR-MAR la 21 decembrie, cu care zboară un an de zile, participând la mai multe compatiții, între care Cupa Aurel Vlaicu. Jumătate din costul avionului a fost suportat, conform obiceiului timpului, de Ministerul Aerului și Marinei, iar pentru cealaltă jumătate apelează la un împrumut de la Marina Știrbey, împrumut pe care-l va restitui în anul 1940, din primele de zbor cu Escadrila Albă, primite în avans. Acest avion a ars în 4 aprilie 1944 într-un hangar de la Chitila, în urma unui bombardament american.
Între 12 și 17 septembrie 1940, Mariana Drăgescu, împreună cu Nadia Russo aduc de la Stuttgart în România două avioane de sport și școală de tip Klemm Kl 35, pe ruta  Stuttgart - Viena - Graz - Zagreb - Belgrad - București.

## Pe front
După intrarea României în război, în 1941, deoarece inițial escadrila avea în dotare doar trei avioane amenajate ca avioane sanitare (RWD-13S), din ea făceau parte doar Nadia Russo, Mariana Drăgescu, și Virginia Thomas. Marianei Drăgescu i-a fost repartizat avionul RWD-13S nr. 2. Prima campanie la care a participat a fost cea de la Odessa, între 22 iunie și 6 noiembrie. Escadrila a fost mutată de mai multe ori, pe aerodromurile de la Focșani, Tecuci și Tighina. A transportat răniți în Bătălia de la Odessa la Tiraspol. Prin Înaltul Decret Regal din 27 septembrie a fost decorată cu Ordinul Virtutea Aeronautică cu spade, clasa Cruce de Aur.

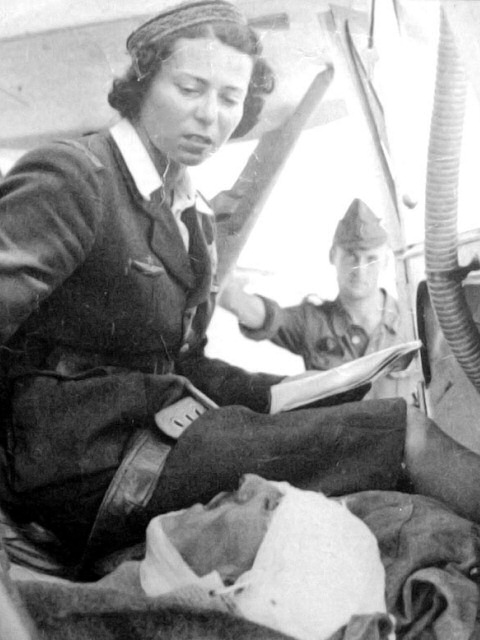
Mariana Drăgescu gata să decoleze cu un rănit la bord, Plodovitoe, 1942.

În anul 1942, între 18 august și 24 octombrie a participat la Bătălia de la Stalingrad, Escadrila Albă fiind redenumită Escadrila 108 Transport Ușor și având baza la Kotelnikovo și Plodovitoe. Anterior, la 16 mai, Mariana Drăgescu fusese decorată cu Ordinul Vulturul German, clasa a III-a, pentru salvarea răniților germani, iar la 18 mai apăruse, împreună cu colegele din escadrilă pe coperta revistei Hamburger Illustrierte. De asemenea, Berliner Illustrierte Zeitung a publicat fotoreportajul Frauen in Rumänien, despre aviatoarele românce.
În anul 1943, între 8 august și 22 septembrie participă la campania din Crimeea, având baza la Simferopol.
După desființarea Escadrilei 108, în vara anului 1944 Mariana Drăgescu se întorce pe front, unde execută misiuni până în luna august, ca pilot de legătură pentru Grupul 2 Observație, în cadrul Escadrilei 113 Legătură. Între 22 decembrie 1944 și 26 iunie 1945 participă în cadrul escadrilei la campania din Slovacia, având baza la Trenčín, la sfârșitul războiului ajungând până la Viena. Pentru campania din Slovacia primește o baretă la Ordinul Virtutea Aeronautică.

## După război
După război, între anii 1945 și 1949, deoarece nu i s-a recunoscut apartenența la Armata Română, ci a fost considerată pilot civil, a fost încadrată la aerobaza Aviației Civile de la Băneasa. Aici, în 1946 a efectuat zboruri în scop medical (cură de altitudine cu copii suferinzi de tuse convulsivă). În 1947 și 1948 efectuează cu un aparat Junkers monomotor transporturi de medicamente pentru combaterea epidemiei de tifos exantematic din Moldova. La 7 februarie 1948 activitatea ei a fost recunoscută de ministrul Sănătății din acea perioadă, Florica Bagdasar, cu care ocazie i s-a repartizat un aparat Fieseler Storch. Cu acest aparat a zburat mai multe luni, însoțind-o pe Ulla Lindenwald care, în calitate de reprezentantă a Crucii Roșii suedeze, distribuia ajutoare pentru nou-născuți și copii săraci.
Autoritățile vremii, neavând încredere în vechii piloți, dar având totuși nevoie de ei, apelează și la Mariana Drăgescu pentru formarea unei generații noi de piloți. După obținerea brevetului de instructor de zbor, începând din data de 1 februarie 1949 a fost instructor de zbor cu motor. Între anii 1950 și 1953 a fost instructor de zbor la Școala de pilotaj de la Ghimbav, coordonată de Comisia centrală a Aviației Sportive, care ținea de Aviația Civilă, unde a instruit câteva sute de elevi. Mariana Drăgescu își amintește că la școală avioanele se puteau alimenta doar pentru o oră de zbor, autonomie insuficientă pentru ieșirea din țară. În 1953 a fost oprită de la zbor și până în 1955 a fost inspector tehnic la Direcția Aviației Civile, dar în 1955 a fost scoasă din aviație, motivele fiind participarea la războiul antisovietic și originea nesănătoasă. Până în 1967 a lucrat ca dactilografă la Policlinica CFR „Ana Ipătescu” din București, după care a fost pensionată cu o pensie minimă, ca pentru vechime incompletă.
În 1955 Securitatea a încercat s-o recruteze ca informatoare, cu numele conspirativ „Antonia”, ca prin ea să-l supravegheze pe unchiul ei, Jean Dragu (Ion Drăgescu), care activa la Paris. Însă după doar 6 luni a fost abandonată ca informatoare deoarece n-a furnizat nicio dată „utilă”, spunând că legătura cu unchiul ei a încetat în 1951.
În anul 1981 Marie-Josephe de Beauregard înființează în Franța Federația Femeilor Pilot din Europa (engleză Federation of European Women Pilots) care să reunească Asociațiile Femeilor Pilot din țările Europei. Din lipsă de aviatoare care să îndeplinească criteriile (!) în România nu s-a înființat o astfel de asociație, Mariana Drăgescu fiind singura din blocul comunist cooptată ca membră a Asociației Internaționale a Fostelor Femei Pilot. În această calitate a participat la reuniunile de la Zell am See (1981), Nottingham (1983), Baden-Baden (1984), Viena (1986), Avignon (1988), Portorož (1990), Alassio (1991), Lübeck (1992), Rochester (1993), Viena (1994) și Roma (1995). În 1983 a devenit membru-pionier al Asociației Precursorilor și vechilor Aviatori « Les Vieilles Tiges » din Franța.
După 1989 activitatea în aviație i-a fost recunoscută, fiind considerată ofițer al Armatei Române, cu gradul de locotenent (r). În 2003 a fost decorată cu Ordinul național Steaua României în grad de Cavaler, „pentru altruismul, curajul și spiritul de sacrificiu de care a dat dovadă ca pilot al Escadrilei Albe în timpul celui de-al doilea Război Mondial, salvând viața a numeroși militari răniți”. Cu ocazia împlinirii a o sută de ani a fost avansată comandor (r).
Mariana Drăgescu a fost una din eroinele unui film documentar despre „Escadrila Albă” regizat de Șerban Creangă realizat de Studioul cinematografic al Armatei Române în 2004.
Ion Dobran spunea despre Mariana Drăgescu:
„O viață începută în 1912 în slujba unei idei, zborul, pe care l-a servit cu pasiune în drumul ei spre aștri.”

## Decorații
Pentru misiunile efectuate în timpul celui de al Doilea Război Mondial Mariana Drăgescu a fost decorată cu:
- Ordinul „Virtutea Aeronautică” de război cu spade, clasa Crucea de aur (27 septembrie 1941)[11] „pentrucă dela începutul campaniei, pe orice vreme și în orice condițiuni, de multe ori expuse la proiectilele inamice, au evacuat, pe calea aerului, răniții gravi din primele linii în zona interioară, salvând vieți scumpe. Activitatea lor s'a exercitat și în folosul aliaților noștri”,[35]
- Ordinul „Virtutea Aeronautică” de război cu spade, clasa Crucea de aur, cu o baretă (1944),[13]
- Ordinul Vulturul German, clasa a III-a (1942),[11][13]
- Ordinul „Crucea Regina Maria”, clasa a III-a (1943),[11][13]
- Ordinul național Steaua României în grad de Cavaler (16 octombrie 2003),[36]
- Emblema „Onoarea Armatei României” cu însemne de pace (7 septembrie 2012).[2]

A mai primit placheta jubiliară a Departamentului Aviației Civile și diploma pentru contribuția adusă la dezvoltarea acesteia cu prilejul împlinirii a 60 de ani de la atestarea Aviației Civile. De asemenea, a primit diploma de recunoștință a Crucii Roșii Române cu ocazia împlinirii a 125 de ani de la înființarea acesteia.